# 尼崎市立小田南中学校
尼崎市立小田南中学校（あまがさきしりつ おだみなみちゅうがっこう）は、かつて兵庫県尼崎市長洲中通一丁目にあった公立中学校。

## 沿革
- 1947年（昭和22年）4月1日 - 尼崎市立小田中学校（初代）開校[1]
- 1949年（昭和24年）4月1日 - 尼崎市立小田北中学校開校に伴い、尼崎市立小田南中学校へ改称
- 1958年（昭和33年）4月 - 尼崎市立若草中学校を分離・新設
- 1962年（昭和37年） - 体育館竣工
- 1966年（昭和41年） - プール竣工
- 2016年（平成28年）3月31日 - 尼崎市立若草中学校と統合し廃校。翌4月1日、若草中学校のあった場所に尼崎市立小田中学校（2代）が開校した[2]（2018年4月に小田南中学校跡地へ移転）。

## 校区
以下の小学校区を通学区域としていた。
- 尼崎市立清和小学校
- 尼崎市立長洲小学校
- 尼崎市立浦風小学校

## 周辺施設
- 兵庫県立尼崎工業高等学校

## 交通アクセス
- 西日本旅客鉄道
  - JR神戸線・JR宝塚線・JR東西線 尼崎駅下車 徒歩約5分

## 出身者
- 砂川しげひさ - 漫画家
- 大山春美 - 女子バスケットボール選手
- 堂安律 - プロサッカー選手
- 島袋 - YouTuber（エスポワールトライブ）